# Ilusión de Wundt

Ilusión de Wundt

La ilusión de Wundt es un tipo de ilusión óptica  que fue descrita por primera vez por el psicólogo alemán Wilhelm Wundt en el siglo XIX.

## Explicación
Las dos líneas verticales rojas de la imagen de la derecha son rectas, pero para algunos observadores aparentan estar curvadas hacia el centro. La distorsión es inducida por las líneas radiales del fondo, como en la ilusión de Orbison. La ilusión de Hering produce una apariencia similar, pero con un efecto invertido.

## Ilusión vertical-horizontal

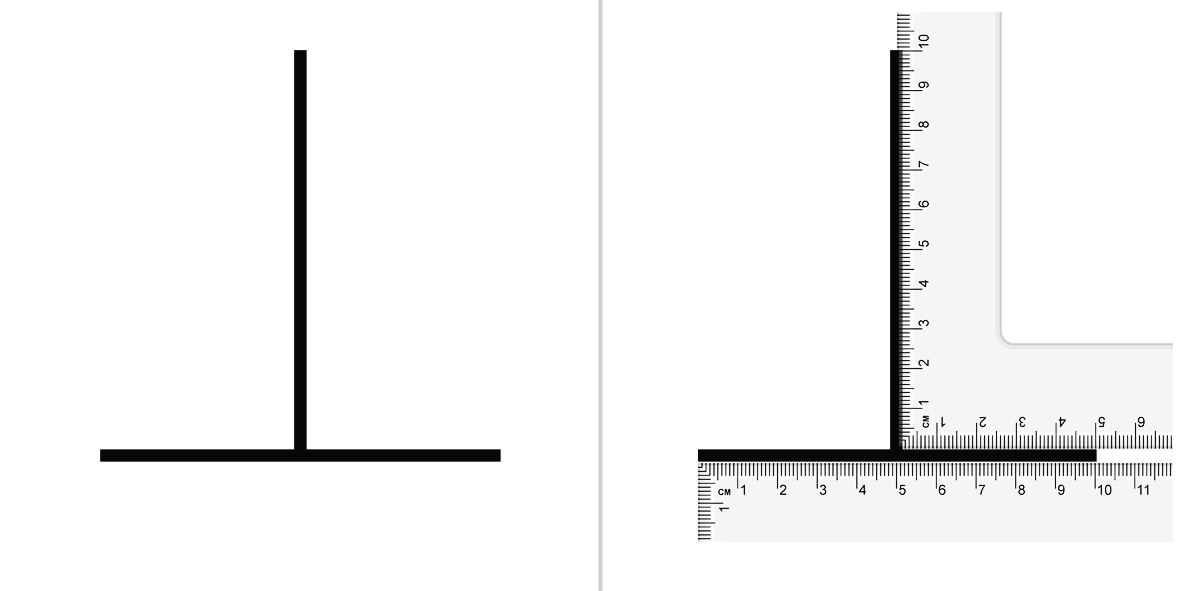
Ilusión vertical–horizontal

Otra variante de la ilusión de Wundt es la Ilusión vertical-horizontal, introducida por Wundt en 1858. Los dos segmentos que forman la "T " invertida son iguales en longitud, a pesar de que la línea vertical aparenta ser mucho más larga. La línea horizontal debe ser extendida hasta un 30% para igualar la longitud percibida de la línea vertical. Este efecto no se limita a dibujos de líneas sencillas, también puede ser visto en edificios o en otros objetos cuyo encuadre coincida con esta configuración.